# Republicanos Radicais

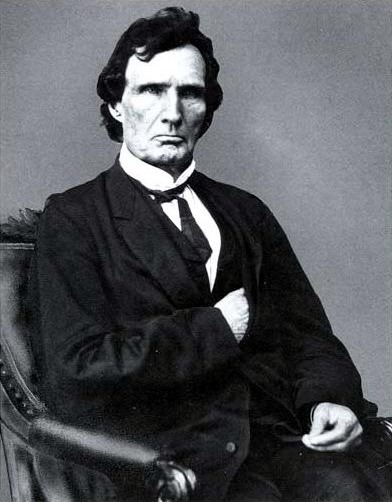
Thaddeus Stevens, um dos mais fervorosos entre os republicanos radicais. Ele defendia, não só o fim da escravidão, mas também sufrágio universal e igualdade total, independente de raça e origem, perante a lei. Ele também apoiava políticas revanchistas contra o sul, como forma de punição.

Os Republicanos Radicais eram uma facção dentro do Partido Republicano dos Estados Unidos, fundado em 1854. Dominaram o seu partido desde sua fundação até 1877. Eles mesmos se denominavam "Radicais" e costumavam bater cabeça com os republicanos moderados (liderados por Abraham Lincoln) e também com a ala conservadora do partido (liderados pelo Secretário de Estado William H. Seward). Ainda se opunham ferozmente contra o, à época, pró-escravidão e anti-Reconstrução Partido Democrata.
Durante a guerra civil americana (1861-1865), os radicais se opuseram fanaticamente contra a escravidão pelo país, constantemente pressionando a Casa Branca e o presidente Lincoln a abolir a escravatura (feito no último ano da guerra através da Décima terceira Emenda). Durante e depois do conflito, eles não se davam bem com os simpatizantes da Confederação e passaram a exigir, durante a Reconstrução, punições severas contra ex-rebeldes. Eles também exigiam legislações que defendessem a igualdade racial, direitos civis e ao voto, além de proteções e oportunidades para os ex-escravos (chamados "Libertos").